# Birtlingen
Birtlingen ist eine Ortsgemeinde im Eifelkreis Bitburg-Prüm in Rheinland-Pfalz. Sie gehört seit dem 1. Juli 2014 der Verbandsgemeinde Bitburger Land an.

## Geographie
Der Ort liegt im Nimstal im Westen der Eifel, unmittelbar südwestlich der Kreisstadt Bitburg.
Zu Birtlingen gehören auch die Wohnplätze Eppersborn, Hof Peterstal und Hungerburg.

Das 294 ha große Gemeindegebiet wird zu 65,4 % landwirtschaftlich genutzt, mit 23,2 % ist ein vergleichsweise geringer Anteil von Wald bestanden (Stand 2017).
Nachbarorte neben Bitburg sind Messerich im Süden und Oberweis im Nordwesten.

## Geschichte
Die erste urkundliche Erwähnung als „Berzelingen“ fand 893 im Prümer Urbar statt.
Peter von Aspelt, der Königsmacher, war Pfarrer hier und in Riol, bevor er Mainzer Erzbischof gewählt wurde.
Der Ort gehörte bis zum Ende des 18. Jahrhunderts zur Propstei Bitburg, die ein Teil des Herzogtums Luxemburgs war. Im Jahr 1794 hatten französische Revolutionstruppen die Österreichischen Niederlande, zu denen die Region damals gehörte, besetzt. Nach der Übernahme der französischen Verwaltungsstrukturen (1795) gehörte Birtlingen zur Mairie Messerich im Kanton Bitburg, die verwaltungsmäßig zum Arrondissement Bitburg im Departement Wälder gehörten.
Aufgrund der Beschlüsse auf dem Wiener Kongress kam die Region 1815 zum Königreich Preußen. Unter der preußischen Verwaltung gehörte Birtlingen zunächst zur Bürgermeisterei Messerich im 1816 neu gebildeten Kreis Bitburg des Regierungsbezirks Trier, der 1822 Teil der neu gebildeten Rheinprovinz wurde.
Im äußersten Norden der Gemarkung ist 1840 das Gehöft „Hungerburg“ entstanden.
In den nachfolgenden Jahrzehnten wurde die Verwaltung mehrmals neu gegliedert. Die Bürgermeisterei Messerich wurde 1856 in die Bürgermeisterei Alsdorf eingegliedert, diese wiederum ging 1914 in die neu gebildete Bürgermeisterei Wolsfeld (ab 1927 Amt Wolsfeld) auf.
Als Folge des Ersten Weltkriegs war die gesamte Region dem französischen Abschnitt der Alliierten Rheinlandbesetzung zugeordnet. Nach dem Zweiten Weltkrieg wurde Birtlingen Teil des damals neu gebildeten Landes Rheinland-Pfalz.
Im Rahmen der rheinland-pfälzischen Gebiets- und Verwaltungsreform wurde Birtlingen durch das Landesgesetz über die Verwaltungsvereinfachung vom 7. November 1970 der neu gebildeten Verbandsgemeinde Bitburg-Land zugeordnet, die wiederum zum 1. Juli 2014 in die Verbandsgemeinde Bitburger Land aufging.
Bevölkerungsentwicklung
Die Entwicklung der Einwohnerzahl von Birtlingen, die Werte von 1871 bis 1987 beruhen auf Volkszählungen:
| Jahr | Einwohner |
| ---- | --------- |
| 1815 | 54        |
| 1835 | 69        |
| 1871 | 86        |
| 1905 | 83        |
| 1939 | 83        |
| 1950 | 84        |
| 1961 | 69        |

| Jahr | Einwohner |
| ---- | --------- |
| 1970 | 52        |
| 1987 | 57        |
| 1997 | 79        |
| 2005 | 73        |
| 2011 | 76        |
| 2017 | 47        |
| 2023 | 46        |

Mit 46 Einwohnern zählt Birtlingen zu den kleineren Gemeinden der Verbandsgemeinde Bitburger Land.

## Politik

### Gemeinderat
Der Gemeinderat in Birtlingen besteht aus sechs Ratsmitgliedern, die bei der Kommunalwahl am 9. Juni 2024 in einer Mehrheitswahl gewählt wurden, und dem ehrenamtlichen Ortsbürgermeister als Vorsitzendem.

### Bürgermeister
Martin Fisch (parteilos) wurde am 12. August 2019 Ortsbürgermeister von Birtlingen. Bei der Direktwahl am 26. Mai 2019 war er mit einem Stimmenanteil von 70,37 % gewählt worden. Bei der Direktwahl am 9. Juni 2024 wurde er ohne Gegenkandidat mit 87,0 % der Stimmen für weitere fünf Jahre in seinem Amt bestätigt.
Fischs Vorgänger Erwin Elsen hatte das Amt von 1994 bis 2019 ausgeübt.

### Wappen

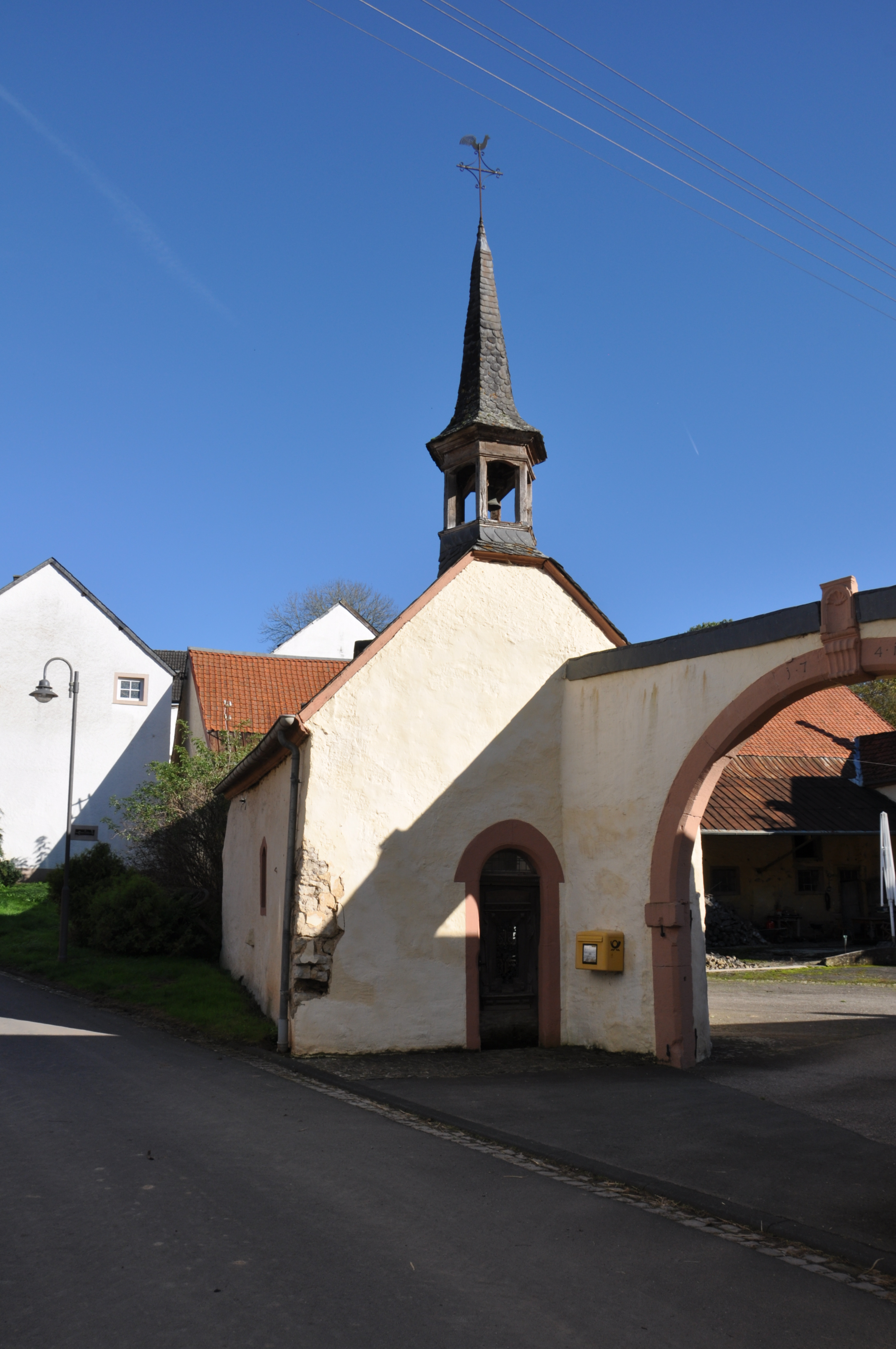
Birtlingen, Kapelle St. Sebastian

| Wappen von Birtlingen | Blasonierung: „Unter rotem Schildhaupt, darin drei silberne Nagelspitzkreuze, in Silber schräglinks nach oben gewendet ein schwarzer Bogen mit ausgelegtem blauen Pfeil.“ |
| Wappen von Birtlingen | Wappenbegründung: Bis zum Ende der Feudalzeit gehörte Birtlingen im Herzogtum Luxemburg zu Bitburg. Das alte Siegel der Propstei zeigt eine mehrtürmige Burg, der später Kreuze und Sterne beigefügt wurden. Als ehemaliger Teil der Propstei wurde das Nagelspitzkreuz des Propsteiwappens im Schildhaupt wiedergegeben. Als Kapelle- und Ortspatron wird der heilige Sebastian verehrt und führt als Attribut Pfeile und Bogen. |

## Sehenswürdigkeiten
- Kapelle St. Sebastian aus dem 17. Jahrhundert mit gotischen Chor aus dem 15. Jahrhundert, früher vermutlich zu einem Hofgut der Abtei Prüm gehörend

## Wirtschaft und Infrastruktur

### Wirtschaft
Birtlingen ist heute eine landwirtschaftlich geprägte Wohngemeinde. Viele Einwohner sind in der nahe gelegenen Kreisstadt Bitburg beschäftigt. Seit 1971, als noch neun landwirtschaftliche Betriebe gezählt wurden, hat die landwirtschaftlich genutzte Fläche von 309 ha auf 192 ha abgenommen, die von nunmehr drei Betrieben bewirtschaftet werden (2017).

### Verkehr
Der Ort wird von der Kreisstraße 14 an das öffentliche Straßennetz angeschlossen. Die Bundesstraße 257 (Bitburg–Echternach) verläuft etwa 1 km östlich von Birtlingen. Die nächste Anschlussstelle der Bundesautobahn 60 liegt in ca. 10 km Entfernung.